# Vocalion Records
Vocalion Records es una compañía discográfica estadounidense fundada en 1916.

## Historia
Vocalion Records fue creada en Nueva York en 1916 por la Compañía Aeolian, una empresa dedicada a la fabricación de órganos y pianos. Aeolian Company creó al mismo tiempo una línea de fonógrafos al por menor. El nombre deriva de una de las divisiones corporativas de la compañía, Vocalion Organ Company. El sello publicó discos de corte vertical de una sola cara pero cambió a doble faz. En 1920 cambió al sistema de corte lateral más común.
En 1925 el sello fue comprado por Brunswick Records. Durante la década de 1920, Vocalion comenzó a publicar la serie 1000 race, grabaciones realizadas por y para el público afroestadounidense.
En abril de 1930, Warner Bros. compró Brunswick Records, y en diciembre de 1931 Warner Bros. alquiló los sellos Brunswick y Vocalion a la American Record Corporation. ARC usó Brunswick como su sello insignia de 75 centavos y Vocalion como una de sus etiquetas de 35 centavos. Nuevos artistas como Dick Himber, Clarence Williams y Leroy Carr contribuyeron a hacer crecer la popularidad del sello.
A partir de 1935, Vocalion se hizo todavía más popular al contar entre sus lanzamientos con artistas emergentes como Billie Holiday, Mildred Bailey, Stuff Smith, Putney Dandridge y Red Allen junto con otros fichajes a corto plazo como Fletcher Henderson, Phil Harris, Earl Hines y Isham Jones. 
En 1935, Vocalion comenzó a reeditar títulos del sello recién desaparecido OKeh Records. En 1936 y 1937 Vocalion produjo las únicas grabaciones del guitarrista de blues Robert Johnson (como parte de una campaña para registrar grabaciones de artistas de blues, gospel y jazz de las zonas rurales de Estados Unidos). Entre 1935 y 1940, Vocalion fue uno de los sellos más populares para pequeños grupos de swing, blues y country. Tras el cierre del sello discográfico Variety Records, muchos de los títulos de su catálogo fueron reeditados por Vocalion, que también continuó publicando a los artistas asociados al sello entre los que se encontraban Cab Calloway y la banda de Duke Ellington (Rex Stewart, Johnny Hodges, Barney Bigard y Cootie Williams).
En 1938, American Record Corporation fue vendida a CBS y Vocalion se convirtió en un sello subsidiario de Columbia Records. CBS cerró Vocalion, junto con Brunswick, en 1940 para favorecer a Columbia, sin embargo, esta maniobra dejaba anulado el acuerdo de arrendamiento firmado con Warner Bros. y ARC en 1931. De esta manera los dos sellos fueron devueltos a Warner Bros. que inmediatamente los vendió a Decca, aunque CBS continuó manteniendo el control sobre las grabaciones posteriores a 1931.
Vocalion fue recuperado a finales de los años 50 por Decca para reeditar su antiguo catálogo y lo mantuvo activo hasta 1973, cuando fue sustituido por Coral Records. En 1975, MCA reeditó cinco álbumes del catálogo de Vocalion.
En 1997 la marca Vocalion se usó para publicar una serie de discos compactos producidos por Michael Dutton, de Dutton Laboratories, en Watford, Reino Unido. Esta etiqueta se especializa en restauraciones sonoras de grabaciones realizadas entre los años 1920 y 1970, a menudo alquilando grabaciones maestras hechas por Decca y EMI.

## Grabaciones destacadas
- "Pinetop's Boogie Woogie" de Pinetop Smith, Vocalion 1245 (1928)
- "How Long, How Long Blues" de Leroy Carr, Vocalion 1191 (1928)
- "Suppose Nobody Cared" de Dick Powell, Vocalion 15686 (28 de marzo de 1928)
- "Sensational Mood" de Lloyd Hunter's Serenaders con Victoria Spivey, Vocalion 1621 (1931)
- "Rising Sun Blues" de Clarence Ashley y Gwen Foster, Vocalion 2576 (1933)[3]
- "I Want to Be a Cowboy's Sweetheart" de Patsy Montana, Vocalion 3010 (1935)
- "Let Yourself Go" de Bunny Berigan and His Boys, Vocalion 3178 (24 de febrero de 1936)
- "I Can't Get Started" de Bunny Berigan and His Boys, Vocalion 3225 (13 de abril de 1936)
- "Did I Remember?" / "No Regrets" de Billie Holiday, Vocalion 3276 (10 de julio de 1936)
- "Summertime" / "Billie's Blues" de Billie Holiday, Vocalion 3288 (10 de julio de 1936)
- "A Fine Romance" de Billie Holiday, Vocalion 3333 (29 de septiembre de 1936)
- "Cross Road Blues" de Robert Johnson, Vocalion 3519 (1936)[4]
- "I've Got My Love To Keep Me Warm" de Billie Holiday, Vocalion 3440 (12 de enero de1937)
- "Trust in Me" b/w "My Last Affair" de Mildred Bailey, Vocalion 3449 (1937)
- "Where Are You?" de Mildred Bailey, Vocalion 3456 (1937)
- "Doin' the Jive" / "Dipper Mouth Blues" de Glenn Miller y su Orquesta, Vocalion 5131 (1937, publicado en 1939)
- "You Go To My Head" de Billie Holiday, Vocalion 4126 (11 de mayo de 1938)
- "So Help Me" de Mildred Bailey, Vocalion 4253 (1938)
- "The Very Thought of You" de Billie Holiday, Vocalion 4457 (15 de septiembre de 1938)